# Wilhelm von Preußen (1882–1951)

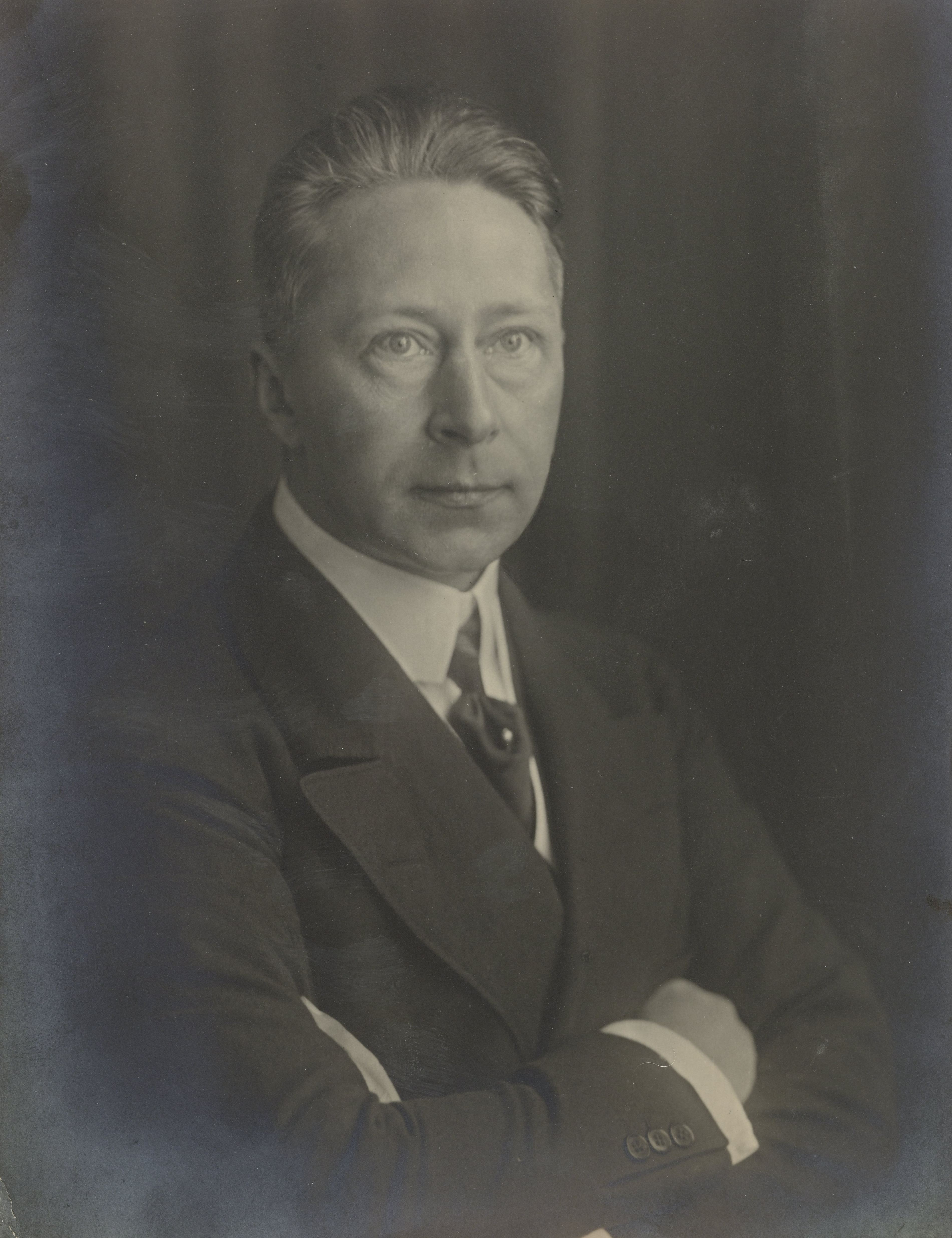
Wilhelm Prinz von Preußen, Amsterdam 1921

Friedrich Wilhelm Victor August Ernst, Kronprinz des Deutschen Reiches und von Preußen, ab 1919 Wilhelm Prinz von Preußen (* 6. Mai 1882 in Potsdam; † 20. Juli 1951 in Hechingen), war in den Jahren der Regierung seines Vaters Wilhelm II. von 1888 bis zur Abschaffung der Monarchie in der Novemberrevolution von 1918 preußischer und deutscher Kronprinz. Während des Ersten Weltkriegs führte er als General Armeen an der Westfront. Nach seiner Rückkehr nach Deutschland 1923 bekämpfte er die Weimarer Republik und setzte sich für die Wiedereinführung der Monarchie und eine Diktatur in Deutschland ein. Durch den Tod Wilhelms II. wurde er 1941 Chef des Hauses Hohenzollern.

## Leben

### Herkunft und Kindheit

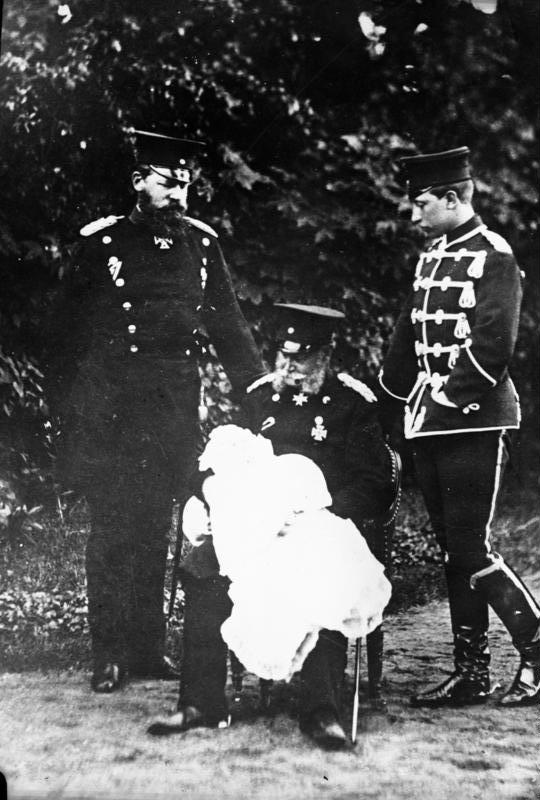
Kaiser Wilhelm I. mit seinem Sohn, dem späteren Friedrich III. (links) und seinem Enkel, dem späteren Wilhelm II. (rechts), und auf dem Schoß des Kaisers der Urenkel Wilhelm (1882).

Wilhelm war der erste Sohn des damaligen preußischen Prinzen Friedrich Wilhelm und der Prinzessin Auguste Viktoria. Sein Vater war der älteste Sohn des damaligen deutschen Kronprinzen, des späteren Kaisers Friedrich III., und der Enkel des Kaisers Wilhelm I. Er wurde im Potsdamer Marmorpalais geboren, wo sein Vater mit seiner Familie von 1881 bis zu seiner Thronbesteigung lebte.
Im Dreikaiserjahr 1888 wurde der Vater erst Kronprinz und dann Deutscher Kaiser. Mit sieben Jahren bekam Wilhelm seinen ersten Militärgouverneur (Erzieher), Arthur von Falkenhayn. Sein Kunstlehrer war der Dresdner Maler Hans Schultze-Görlitz. Seine Schulzeit verbrachte der nunmehrige Kronprinz mit seinen Brüdern ab der Untersekunda 1896 im Plöner Prinzenhaus in der preußischen Provinz Schleswig-Holstein. Militärgouverneur war hier Moriz von Lyncker. Der Kronprinz bekam drei ausgewählte Mitschüler zur Seite gestellt. In Plön ging Wilhelm auch bei einem Drechslermeister in die Lehre, um der Tradition der Hohenzollern folgend ein Handwerk zu erlernen.

### Jugend und Ehe

Kronprinz Wilhelm als Konkneipant mit dem Stürmer des Corps Borussia Bonn, um 1901

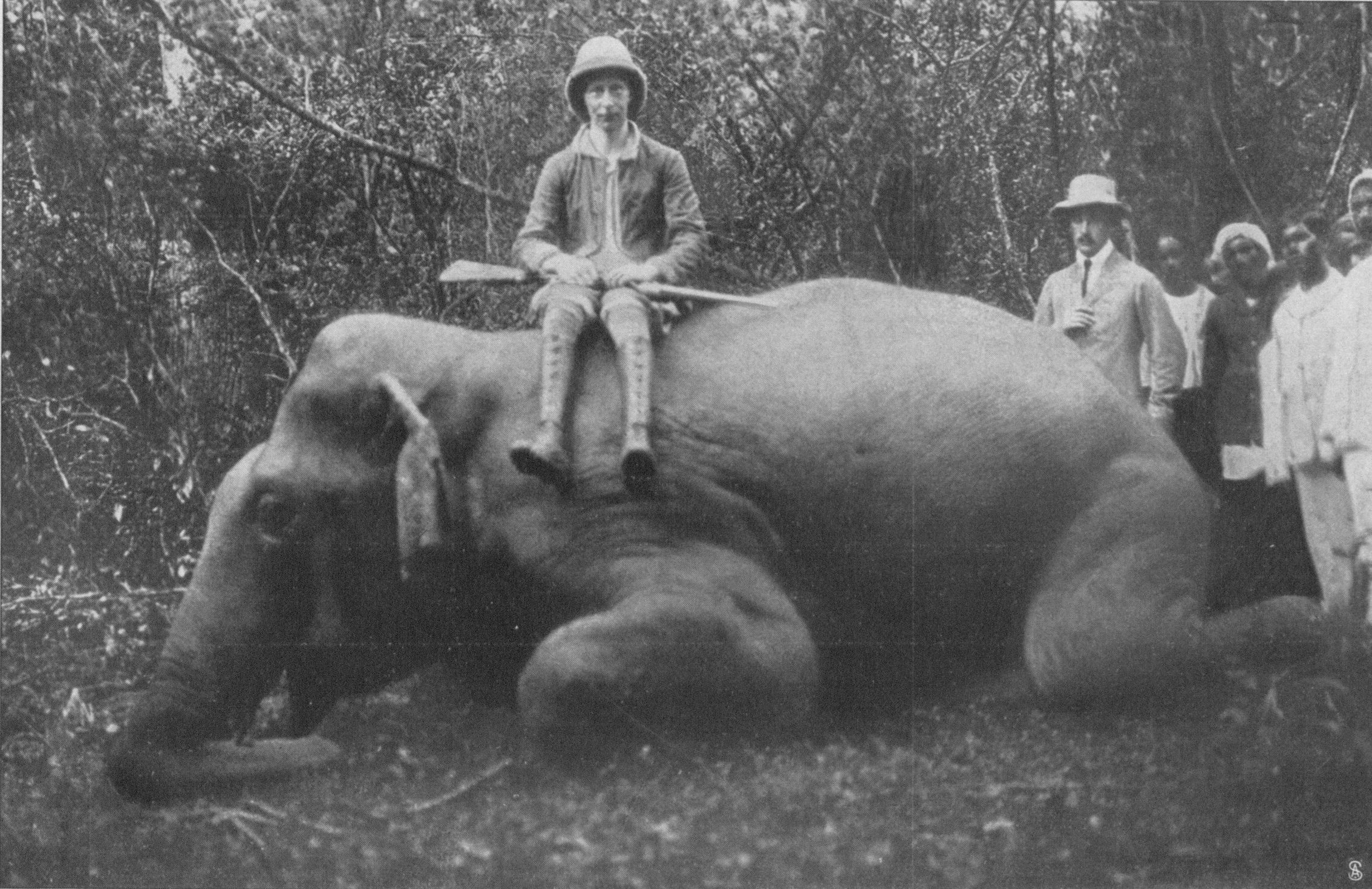
Kronprinz Wilhelm auf dem Rücken eines von ihm bei Kantaley auf Ceylon erlegten Elefanten

Wilhelm studierte von 1901 bis 1903 an der Rheinischen Friedrich-Wilhelms-Universität in Bonn Staats- und Verwaltungsrecht. Wilhelm wohnte dort in der für das Studium der sechs Kaisersöhne eigens gekauften Kronprinzenvilla. 1903 wurde er Corpsschleifenträger des Corps Borussia Bonn, dem auch sein Vater seit dessen Studentenzeit angehörte.
Am 6. Juni 1905 heiratete er in der Schlosskapelle des Berliner Schlosses Cecilie von Mecklenburg-Schwerin. Nach der Hochzeit wohnte die Kronprinzenfamilie im Winter im Kronprinzenpalais an der Straße Unter den Linden; in den Sommermonaten bezog sie das Marmorpalais im Neuen Garten Potsdam. Aus der Ehe gingen in den Folgejahren bis 1917 sechs Kinder hervor.

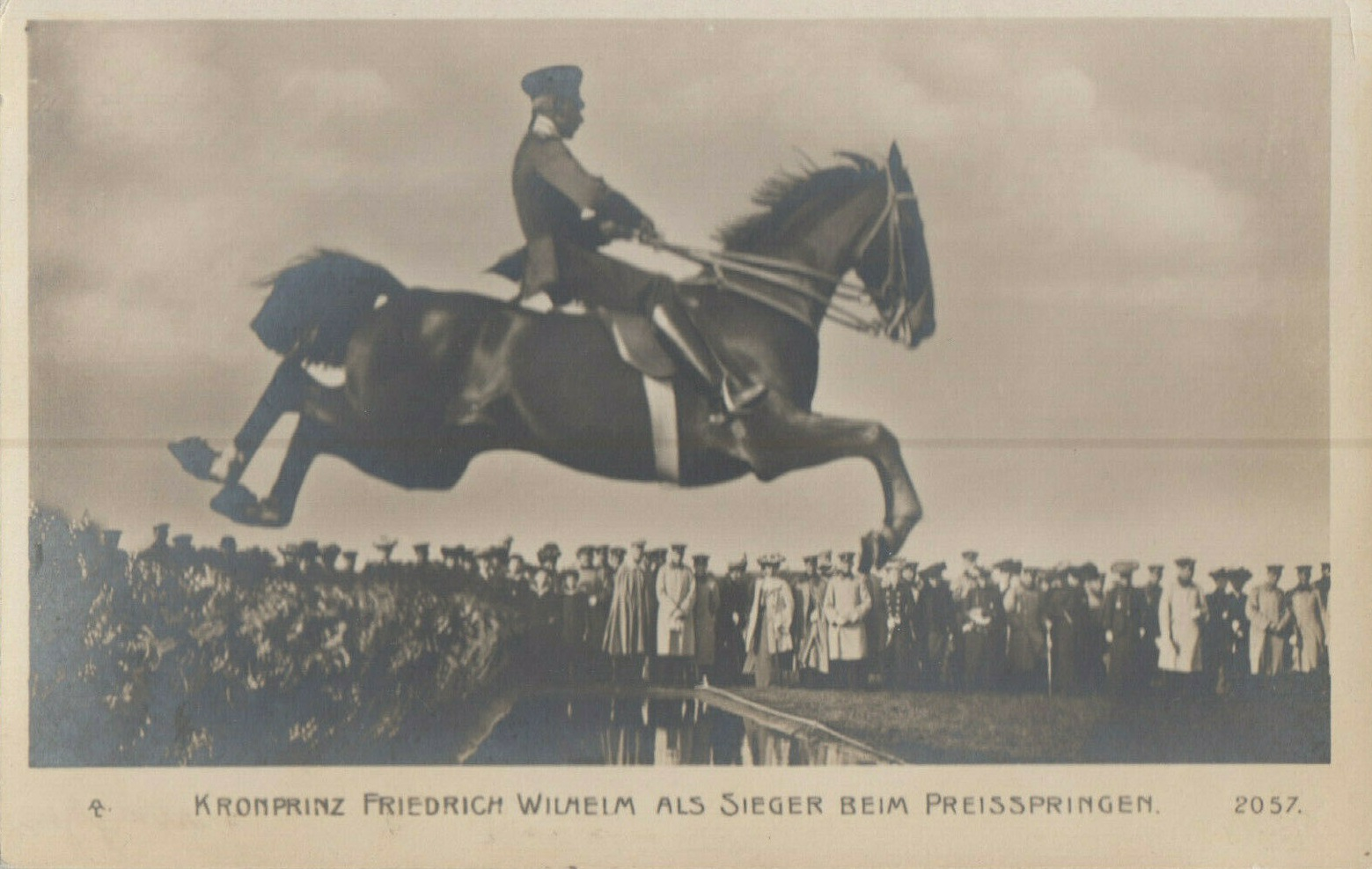
Der Kronprinz als Springreiter bei einem Turnier 1906

Der Kronprinz war ein sportbegeisterter Mensch. Anders als sein Vater war er ein vorzüglicher Reiter, der viele Reitwettbewerbe bestritt.
Im Januar 1906 erhielt Wilhelm das Kommando über die Leib-Eskadron des Regiments der Garde du Corps. Im Frühjahr 1909 erhielt er dann, um auch die dritte Waffengattung kennenzulernen, das Kommando über die Leib-Batterie des 1. Garde-Feldartillerie-Regiments.

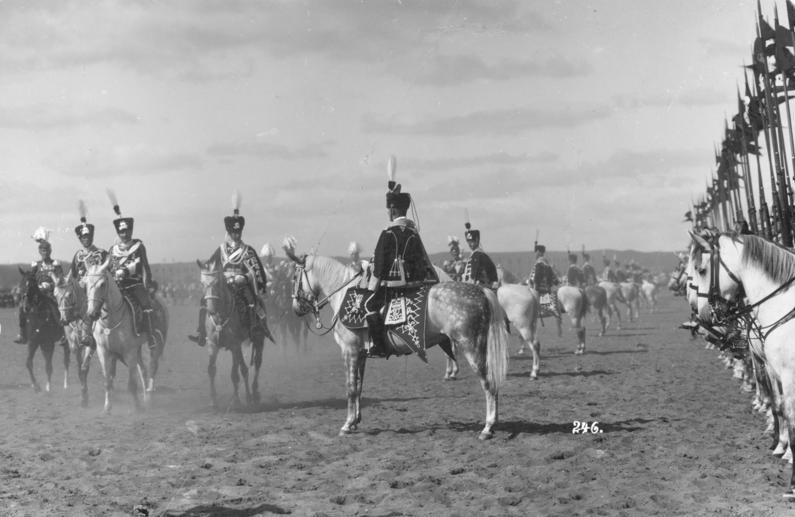
Der Kronprinz übernimmt das 1. Leib-Husaren-Regiment (Danzig, 15. September 1911)

Im August 1910 erfüllte sein Vater den lange ignorierten Wunsch der Albertus-Universität Königsberg nach der Investitur des Thronfolgers als Rector magnificentissimus. Der Kronprinz fand jedoch keine nähere Beziehung zu der Universität, deren Geschäfte traditionsgemäß der Prorektor führte.

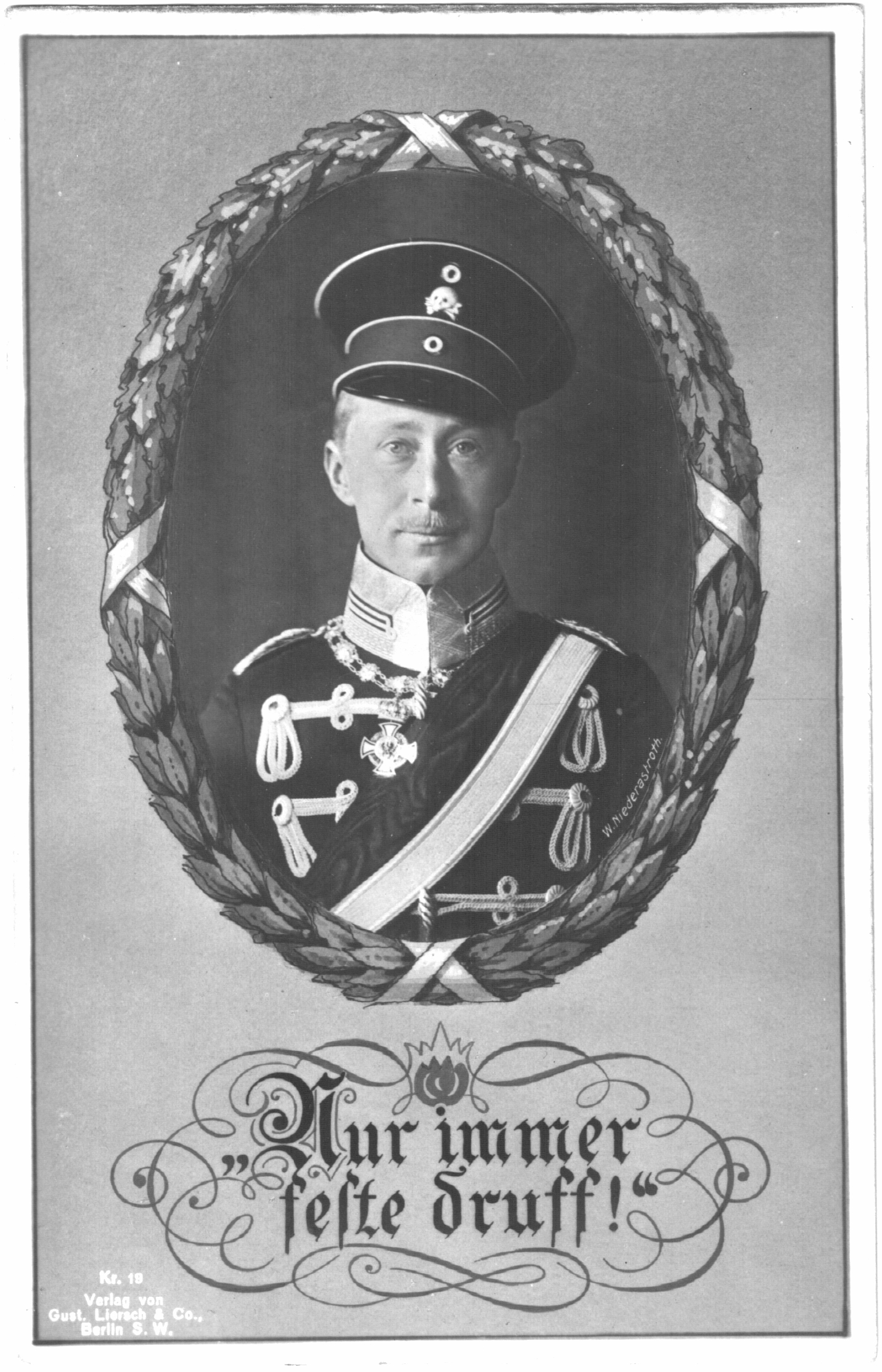
1914 gedruckte Postkarte zeigt Kronprinz Wilhelm in der Uniform der Danziger Totenkopfhusaren (mit dem Zitat, das Ende 1913 zu seiner Versetzung nach Berlin beitrug)

Am 15. September 1911 übernahm er das Kommando über das 1. Leib-Husaren-Regiment Nr. 1 in Langfuhr, das er bis Dezember 1913 innehatte. Er bewohnte bis Anfang 1914 mit seiner Familie die Villa Seehaus in Zoppot, während im Potsdamer Neuen Garten von 1913 bis 1917 als zukünftiger Dauerwohnsitz der Cecilienhof entstand.
1913 suchte Wilhelm Kontakt zum antisemitischen Alldeutschen Verband, nachdem Konstantin von Gebsattel, ein prominentes Mitglied, in einer Denkschrift die Ausweisung aller Juden gefordert hatte. Der Kronprinz sympathisierte mit den Ideen Gebsattels, in Deutschland über einen Staatsstreich eine Diktatur zu errichten, die auch von dem Verbandsvorsitzenden Heinrich Claß geteilt und weiterentwickelt wurden. Im selben Jahr wurde Wilhelm im Zuge der Zabern-Affäre als Regimentskommandeur der Leibhusaren abberufen. Er hatte die beiden verantwortlichen Offiziere in einem – später bekannt gewordenen – Neujahrstelegramm mit den Worten „Immer feste druff!“ in ihrem Handeln bestärkt. Wilhelm wurde zum Dienst im Großen Generalstab nach Berlin kommandiert, wo ihm Generalleutnant Konstantin Schmidt von Knobelsdorf als Lehrer zur Seite gestellt wurde, um ihn Strategie und Taktik zu lehren. In dieser Position verblieb er bis zum Ausbruch des Krieges.

### Im Ersten Weltkrieg
Im Ersten Weltkrieg kommandierte Wilhelm lange Zeit nominell die 5. Armee, unter anderem in der Schlacht um Verdun. Die tatsächliche operative Führung lag indessen bei seinem Stabschef, bis 21. August 1916 General Konstantin Schmidt von Knobelsdorf. Diese machtlose Repräsentativstellung folgte dem ausdrücklichen Befehl seines Vaters:

„Ich habe Dir das Oberkommando der 5. Armee anvertraut. Du bekommst Generalleutnant Schmidt v. Knobelsdorf als Chef des Generalstabes. Was er Dir rät, musst Du tun.“

Streng soldatische, auf Korpsgeist und Pflichterfüllung ausgelegte Erziehung und die persönliche Anhänglichkeit an seinen ehemaligen Erzieher Arthur von Falkenhayn habe ihm zunächst verboten, in offene Opposition zu Schmidt von Knobelsdorf zu treten. Unter diesen Voraussetzungen führte der Kronprinz 1916 die 5. Armee in die Schlacht um Verdun. Seinen eigenen, 1923 verfassten Erinnerungen zufolge, stand er den „Ausblutungsplänen“ skeptisch gegenüber, wie sie von Schmidt von Knobelsdorf und Generalstabschef Erich von Falkenhayn, dem Bruder des Kronprinzenerziehers, vertreten worden seien. Falkenhayn habe ihn nach Erlahmen der Offensive davon überzeugt, dass die Einstellung der Angriffe geboten sei, habe dann aber – unter dem Einfluss Schmidts von Knobelsdorf – seine Meinung wieder geändert und die Fortsetzung der Schlacht befohlen. Der Kronprinz sei aber bei seiner ablehnenden Überzeugung geblieben; da er in Schmidt von Knobelsdorf den eigentlichen Betreiber des Angriffs sah und dessen Einfluss auf den schwankenden Willen Falkenhayns missbilligte, konnte er schließlich im August 1916 dessen Versetzung erreichen. Sein neuer Stabschef wurde zunächst General Walther Freiherr von Lüttwitz. Ab Ende November 1916 war Wilhelm Oberbefehlshaber der Heeresgruppe „Deutscher Kronprinz“, mit Generalleutnant Friedrich Graf von der Schulenburg als Stabschef.
Zwischen der Obersten Heeresleitung unter Paul von Hindenburg und Erich Ludendorff einerseits und der Reichsregierung andererseits spitzte sich der Machtkampf im Jahresverlauf 1917 zu. Während sich die Regierung, zunächst mit der Rückendeckung des Kaisers, um eine Mäßigung in der deutschen Kriegszielpolitik bemühte und nach Ansicht ihrer Gegner einem Verständigungsfrieden zuneigte, nahm Kronprinz Wilhelm sehr entschieden Partei für die Militärführung und schwächte durch vehemente Äußerungen und interne Kritik die Stellung der zivilen Berater seines Vaters. Den Rücktritt des Reichskanzlers Theobald von Bethmann Hollweg am 13. Juli 1917 bezeichnete er als den „schönsten Tag seines Lebens“. Auch zum Sturz des Leiters des Kaiserlichen Zivilkabinetts, Rudolf von Valentini, der im Januar 1918 von den Militärs aus dem Amt gedrängt wurde, trug er durch nachdrückliches Auftreten bei. All dies schwächte die politische Position Kaiser Wilhelms II., der seinen Einfluss auf die Regierungsgeschäfte verlor und die Kontrolle der Geschicke Deutschlands vollends der Heeresleitung überließ.
Wilhelm kritisierte die Zustimmung der Obersten Heeresleitung zu einer Parlamentarisierung des Reiches Ende September 1918 und lehnte die Verfassungsänderungen der Oktoberreformen ab. Er hielt diese für ein Preisgeben der Staatsgewalt an die „auf den Umsturz hinarbeitenden Parteien der äußersten Linken“.

### Revolution

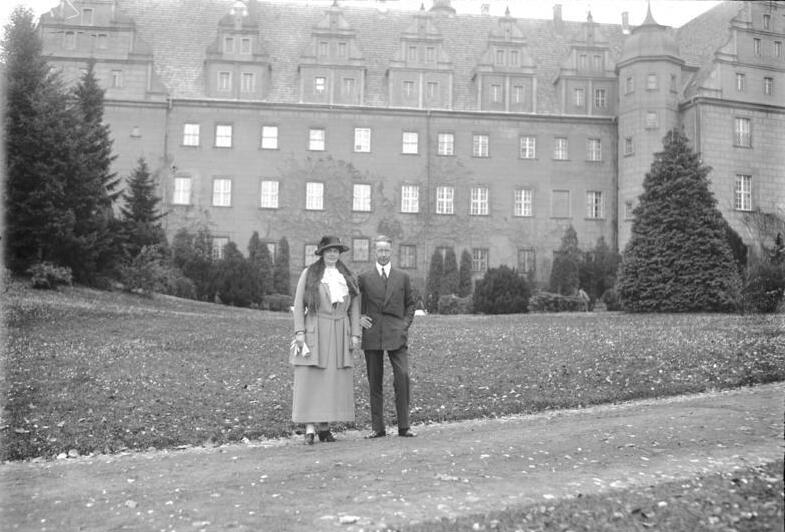
Wilhelm und Cecilie vor Schloss Oels (im November 1923)

Während der Novemberrevolution 1918 meuterte Wilhelms Bedeckungstruppe bei der 5. Armee. Wilhelm fand Aufnahme beim AOK 3 unter Generaloberst Karl von Einem. Wilhelms Generalstabschef Schulenburg sowie Einem rieten ihm, nicht seinem Vater ins Exil zu folgen. Deshalb ersuchte er den am 10. November gebildeten Rat der Volksbeauftragten darum, seine Heeresgruppe geordnet in die Heimat zurückführen zu dürfen. Dieses Ersuchen wurde abgelehnt, und Wilhelm wurde seiner militärischen Stellung enthoben. Paul von Hindenburg legte ihm nahe, seinem Vater ins niederländische Exil zu folgen. Um einen Bürgerkrieg zu vermeiden, gab Wilhelm dieser Forderung zur großen Enttäuschung Schulenburgs nach. Nachdem sein Wunsch, seine Truppen in die Heimat zu führen oder wenigstens als Privatmann auf sein Schloss in Schlesien zurückkehren zu dürfen, vom Rat der Volksbeauftragten abschlägig beschieden worden war, überschritt er am 12. November mit einem gefälschten Pass verkleidet die niederländische Grenze. Die Regierung von Ministerpräsident Charles Ruijs de Beerenbrouck brachte Wilhelm in einem ehemaligen Pfarrhaus auf der Insel Wieringen unter, die er nur zu Besuchen der Eltern in Doorn verlassen durfte. Am 1. Dezember 1918 unterschrieb Wilhelm seine Abdankungserklärung und verzichtete damit auf den deutschen Thron.
Vor seiner Flucht hatte der nunmehr ehemalige Kronprinz mehreren Generälen und anderen Personen in die Hand zugesagt, bei der Truppe zu bleiben. Der Bruch dieses Versprechens und die Ausreise nach Holland wurde ihm in der Folge als Desertion und Treulosigkeit ausgelegt und beschädigten nachhaltig sein Ansehen in Adelskreisen.

### Weimarer Republik
Wilhelm stand auf der Liste von 895 echten und vermeintlichen Kriegsverbrechern, deren Auslieferung die Siegermächte des Ersten Weltkriegs im Friedensvertrag von Versailles verlangten. Deutschland kam dieser Forderung nicht nach, erst im Februar 1920 erklärten die Siegermächte, sich mit einer Aburteilung vor einem deutschen Gericht zu begnügen. Auch dazu kam es nicht. Mit einer Autofahrt vom 11. bis zum 15. November 1923 kehrte Wilhelm nach Schlesien in das familieneigene Schloss Oels zurück, was ihm unter Mitwirkung des Reichskanzlers Gustav Stresemann ermöglicht wurde. Eine Bedingung dafür war sein Ehrenwort, sich nicht in die deutsche Politik einzumischen.
Im gleichen Jahr veröffentlichte Wilhelm seine Erinnerungen. Kurt Tucholsky zitierte daraus 1926 in der pazifistischen Zeitschrift Das Andere Deutschland eine Passage, in der er berichtete, wie er mit erschöpften Frontsoldaten seine Vorräte teilte, und kommentierte: „Der teilt an Männer, die sterben gehn, Schokoladenplätzchen aus wie eine Mama an die Kinder, bevor die in die Schule wackeln – – und dann? Und dann –? – Wo blieb er dann?“ Wilhelm sei im Krieg durchaus kein Held gewesen, sondern sei 1918 wie sein Vater desertiert. Wer etwas anderes behaupte, den solle man auslachen.
Die Eheleute (Eltern von sechs Kindern) entfremdeten sich während der 1920er Jahre endgültig; Wilhelm hatte neben seiner Ehe viele Liebschaften gehabt, Cecilie war aus Kummer an den Alkohol geraten. Cecilie lebte vorwiegend auf Schloss Oels, Wilhelm war dort nur zur Jagdsaison.
Nach seiner Rückkehr knüpfte Wilhelm verschiedene Kontakte ins rechte und rechtsradikale Milieu. 1925 unternahm er etwa eine als Privatreise deklarierte monarchistische Propagandafahrt durch Ostpreußen, wo er sich mit „Wiederkommen!“-Rufen feiern ließ. Auch trat er bei Veranstaltungen des Stahlhelm, Bund der Frontsoldaten auf, einem republikfeindlichen Veteranenverband. Sein ältester Sohn und zwei seiner Brüder wurden dort Mitglied. 1928 gratulierte Wilhelm dem NSDAP-Politiker Hermann Göring zur Wahl in den Reichstag. 1928 unternahm er eine Italienreise und wurde mehrmals von Benito Mussolini empfangen. Wilhelm zeigte sich beeindruckt von Mussolini und schrieb seinem Vater aus Rom: „Sozialismus, Kommunismus, Demokratie und Freimaurerei sind ausgerottet, und zwar mit Stumpf und Stiel; eine geniale Brutalität hat dies zuwege gebracht.“ Der italienische Faschismus sei eine „fabelhafte Einrichtung“. Nach der Wahl des vormaligen Generalfeldmarschalls Paul von Hindenburg zum zweiten Reichspräsidenten der Weimarer Republik 1925 erhofften sich der ehemalige Kaiser und seine Familie von ihm vergeblich Initiativen zur Wiederherstellung der Monarchie. 1930 trat Wilhelm dem Stahlhelm bei. Der unter den rechten Republikgegnern verbreiteten Idee eines Bündnisses zwischen Monarchie und Massenbewegung, die eine Diktatur ermöglichen würde, stand er aufgeschlossen gegenüber: 1931 erläuterte Wilhelm seinem Vater in Doorn, eine Wiedereinführung der Monarchie in Deutschland könne er sich nur „nach italienischem Muster“ vorstellen: In Italien war zwar Viktor Emanuel III. formal König, die Macht lag aber in den Händen Mussolinis. Als deutschen Diktator konnte er sich den Stahlhelm-Führer Franz Seldte vorstellen.
Wenige Tage nach der Novemberrevolution im Jahr 1918 war das Vermögen der Hohenzollern beschlagnahmt und danach vom preußischen Finanzministerium verwaltet worden. In der Auseinandersetzung um die Fürstenenteignung verhandelte Wilhelm über seine Anwälte bis 1926 mit dem Freistaat Preußen. Am 26. Oktober 1926 wurde das „Gesetz über die Vermögensauseinandersetzung zwischen dem preußischen Staat und den Mitgliedern des vormals regierenden preußischen Königshauses“ verabschiedet. An den Staat Preußen gingen 75 Schlösser, von denen die kulturhistorisch bedeutendsten der 1927 gegründeten „Verwaltung der Staatlichen Schlösser und Gärten“ unterstanden. Den Hohenzollern blieben 39 Gebäude und etliche landwirtschaftliche Güter, darunter Cecilienhof und das Schloss Oels in Niederschlesien, das Wilhelms Familie als Landsitz nutzte, ferner das Kaiser-Wilhelm-Palais und Schloss Monbijou in Berlin sowie das Schloss Rheinsberg, die weiterhin der Öffentlichkeit zugänglich blieben. Das frühere königliche Hausministerium amtierte als private Generalverwaltung des vormals regierenden preußischen Königshauses im Niederländischen Palais in Berlin.

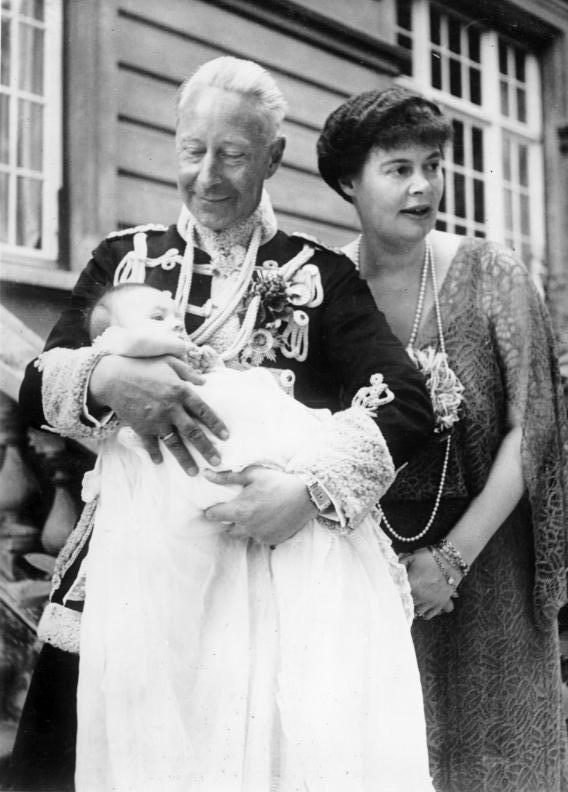
Wilhelm und Cecilie 1934 in Bonn mit ihrer Enkelin Felicitas von Preußen

Auf die Verständigungspolitik, die sein Freund Stresemann gegenüber Frankreich betrieb, und den von ihm angestrebten Beitritt des Deutschen Reichs zum Völkerbund reagierte Wilhelm enttäuscht. Stresemann erläuterte ihm daraufhin im später so genannten Kronprinzenbrief vom 7. September 1925 seine Außenpolitik und stellte sie als Mittel dar, die Revision des Versailler Vertrages und namentlich des Polnischen Korridors zu erreichen. Beim Sturz der Großen Koalition, der letzten parlamentarischen Regierung der Weimarer Republik, arbeitete Wilhelm 1929/30 gemeinsam mit seinem langjährigen Freund Kurt von Schleicher, einem überzeugten Monarchisten, und ihrem Verbindungsmann Friedrich Graf von der Schulenburg hinter den Kulissen aktiv mit. Von der nachfolgenden Regierung Brüning erwartete er „rücksichtslose Maßregeln“, um ihren „Kredit in nationalen und gut bürgerlichen Kreisen“ zu heben. Doch vergebens: Brüning ließ sich ab Herbst 1930 von der SPD tolerieren.

### Enge Kontakte zum Nationalsozialismus ab 1930
Hitler machte sich Wilhelm in den Jahren bis 1933 geschickt zu Nutze. Im Herbst 1930 fürchtete man im nationalsozialistischen Lager zunächst, dass der ehemalige Kronprinz sich an einer gegen die Machtansprüche der NSDAP gerichteten Militärdiktatur beteiligen würde. Goebbels notierte am 17. November 1930 in seinem Tagebuch: „Eine Reichswehrdiktatur Schleicher – Seeckt – Kronprinz steht vor der Türe. Wir müssen auf der Hut sein […] Das geht alles gegen uns und für die Tributpolitik […] Was will dieser Affe [der Kronprinz] überhaupt in der Politik? Soll bei seinen Judenweibern bleiben.“
Anlässlich der Reichspräsidentenwahl 1932 erwog die Deutschnationale Volkspartei (DNVP), ob Wilhelm als Kandidat der Einheit im Lager der Nationalisten antreten solle, um zu verhindern, dass es zu einem Wahlkampf zwischen Amtsinhaber Hindenburg und dem Herausforderer Adolf Hitler käme – vorausgesetzt, dass sich beide in dem Fall zurückziehen würden. Wilhelm lud Hitler dazu auf Schloss Cecilienhof, um eine Machtteilung zwischen ihm als Präsidenten und Hitler als Kanzler zu erörtern. Hitler stimmte dem Plan zu, jedoch scheiterte er am Einspruch von Wilhelm II. Dieser schrieb in seinem Brief aus dem Exil:

„Wenn Du diesen Posten übernimmst, so musst Du den Eid auf die Republik schwören. Tust Du das und hältst ihn, so bist Du für mich erledigt. Ich enterbe Dich und schließe Dich aus meinem Hause aus. Schwörst Du nur, um den Eid bei Gelegenheit zu brechen, so wirst Du meineidig, bist kein Gentleman mehr und für mich auch erledigt. Hohenzollern brechen ihren Eid nicht. Es ist ein Ding der Unmöglichkeit, dass die Hohenzollern über den republikanischen, roten Ebertschen Präsidentenstuhl wieder zur Macht gelangen.“

Im Dezember 1931 protestierte der ehemalige Kronprinz bei Schleicher und Kurt von Hammerstein-Equord brieflich gegen das Uniformverbot, das die Regierung Brüning gegen die SA und alle anderen Wehrverbände erlassen hatte. Bei der Reichspräsidentenwahl 1932 unterstützte Wilhelm am 3. April in einem öffentlichen Aufruf zum zweiten Wahlgang die Kandidatur Hitlers, der jedoch gegen Hindenburg unterlag. Am 14. April 1932 protestierte er bei Reichsinnenminister Wilhelm Groener gegen das am Tag zuvor ergangene Verbot der SA und SS mit den Worten:

„Ich kann diesen Erlass nur als schweren Fehler bezeichnen. Es ist mir auch unverständlich, wie gerade Sie als Reichswehrminister das wunderbare Menschenmaterial, das in der SA und SS vereinigt ist und das dort eine wertvolle Erziehung genießt, zerschlagen helfen.“

Groener stürzte am 12. Mai 1932 über das SA-Verbot, was auch den Sturz der Regierung Brüning einleitete. Der neue Reichskanzler Franz von Papen ließ SA und SS sofort wieder zu. Im Januar 1933 setzte sich Wilhelm mit Elard von Oldenburg-Januschau und anderen bei Hindenburg für die Ernennung Hitlers zum Reichskanzler ein, da die Kanzlerschaft Schleichers als gescheitert galt.
Seit 1931 erhielt Wilhelm von dem Münchener Privatbankier Heinrich Martin, der zum Kreis um Gregor Strasser gehörte, etwa alle zwei Monate vertrauliche Berichte und Analysen über die gegenwärtige politische und wirtschaftliche Situation im Land. Insbesondere versorgte Martin ihn mit vertraulichen Informationen über die Pläne der Führungsgruppe der NSDAP und den inneren Zustand der Partei. Diese Berichte vernichtete Wilhelm im Frühjahr 1933 aus Furcht, dass sie bei einer Hausdurchsuchung entdeckt werden könnten. Eine Abschrift eines dieser Berichte, den Wilhelm an Kurt von Schleicher weiterreichte, hat sich in dessen Nachlass erhalten. Auch von führenden Funktionären der NSDAP, wie dem ihm aus Kriegstagen bekannten Leiter der Aufmarschabteilung im SA-Oberkommando, Franz von Hörauf, und dem Pressemanager Rolf Rienhard wurde Wilhelm mit Insiderinformationen aus der Parteizentrale der NSDAP beliefert, die er seinem Freund Schleicher zur Verfügung stellte, um diesen bei den machtpolitischen Auseinandersetzungen die während Schleichers Regierungszeit zum Jahreswechsel 1932/1933 hinter den Kulissen ausgetragen wurden, im Kampf mit seinen Kontrahenten mit einem Informationsvorteil auszustatten. Nachdem Wilhelms Informant Hein Martin bei einem Besuch im Münchener Haus des Bankiers Wilhelm Keppler von diesem über das bevorstehende, von Keppler mitarrangierte, Geheimtreffen von Hitler und Franz von Papen im Haus des Kölner Bankiers Kurt von Schröder am 4. Januar 1933 informiert worden war, gab er diese Information nach Absprache mit Strasser in einem Eilbrief an Wilhelm weiter. Wilhelm suchte daraufhin Schleicher am Neujahrestag 1933 auf und setzten diesen über das bevorstehende Treffen von Hitler und Papen und der sich in Gestalt dieses Treffens anbahnenden Gefahr in Kenntnis, dass die beiden Männer versuchen würden, sich zusammenzutun, um Schleichers Regierung zu stürzen.

### In der Zeit des Nationalsozialismus

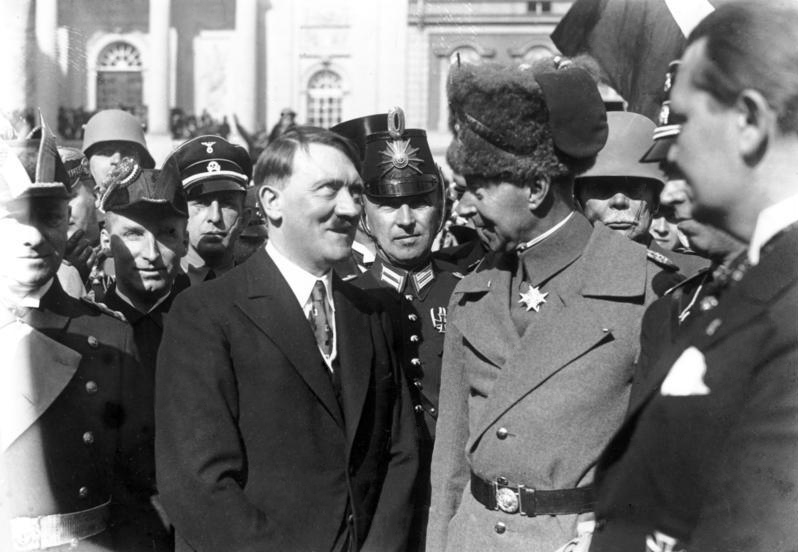
Hitler und Wilhelm von Preußen (mit Husarenmütze) am Tag von Potsdam. Das erst 2014 im Zusammenhang mit den Entschädigungsforderungen der Hohenzollern wiederentdeckte Foto gilt seither als „Sinnbild für die Verbindungen der Hohenzollern mit dem Nationalsozialismus“.

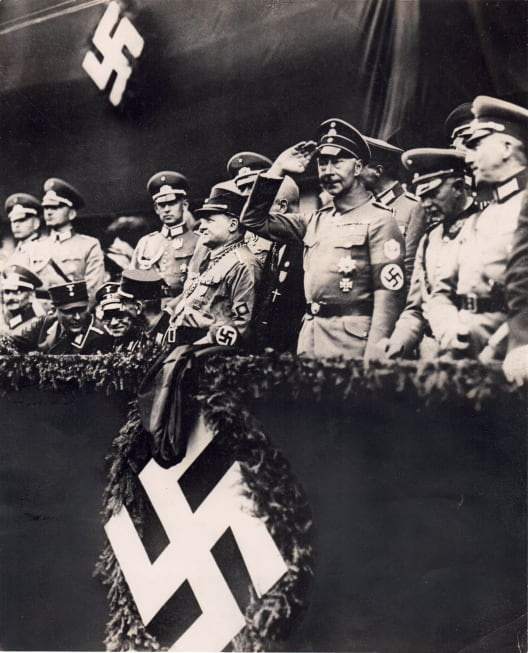
Kronprinz Wilhelm mit Hakenkreuzbinde bei einem Aufmarsch der SA, Oktober 1933

Auf die Machtergreifung der Nationalsozialisten reagierte der ehemalige Kronprinz hoch erfreut. Sigurd von Ilsemann, dem Flügeladjutanten seines Vaters, berichtete er am 30. Januar 1933, „wie glücklich er sei, daß in Deutschland jetzt eine nationale Regierung gebildet sei, für die er seit einem Jahr gearbeitet habe“. Wilhelm erwartete, dass Hitler für Deutschland schaffen könnte, was Mussolini in Italien gelungen sei (dem Land einen wirtschaftlichen Aufschwung zu bescheren und seine Diktatur nominell unter dem Monarchen Viktor Emanuel III. auszuüben). Im selben Jahr trat er der Motor-SA bei, die im Folgejahr in das Nationalsozialistische Kraftfahrkorps (NSKK) übernommen wurde. Am 21. März 1933 beteiligte er sich werbewirksam am Tag von Potsdam, mit dem Hitler anlässlich der Eröffnung des neuen Reichstags die gegenseitige Anerkennung der „alten“ und der „neuen nationalen Kräfte“ inszenierte. Er besuchte den 3. Waffentag der deutschen Kavallerie im Juli 1933 in Düsseldorf, eine propagandistische Großveranstaltung.

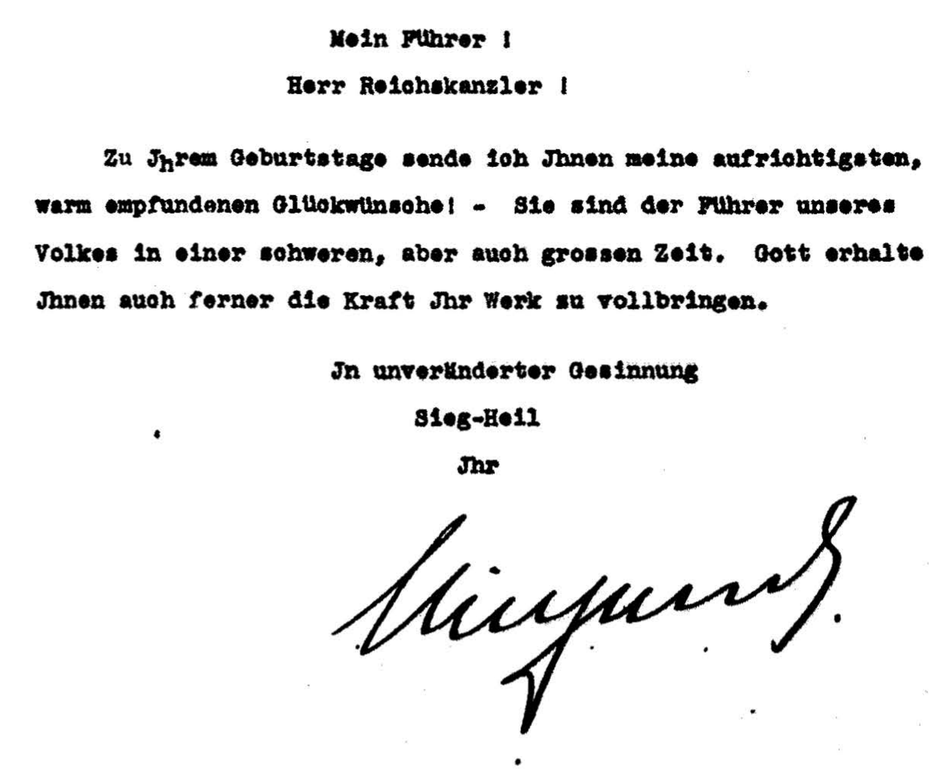
Geburtstagsgrüße an Adolf Hitler 1936

In der Folgezeit warb er für das junge Regime und verteidigte es mit offenen Briefen gegenüber der Weltöffentlichkeit gegen den Vorwurf der Gräuelpropaganda. An Geraldine Farrar schrieb er im April 1933, die Juden hätten christliche Eliten vertrieben und seien verantwortlich für die Wirtschaftskrise. Dem „genialen Führer Adolf Hitler“ müsse man die notwendige Zeit für „gewisse Aufräumarbeiten“ lassen, sein Kampf gegen den Kommunismus werde „für die ganze Welt“ geführt, die ihm noch danken werde. Gedankt wurde es ihm intern von den Nationalsozialisten nicht. Bereits am 10. Februar kommentierte Joseph Goebbels einen freundlichen Brief, den er von Wilhelm erhalten hatte, in seinem Tagebuch: „Ein Anschmeißer! Brechreiz!“ Wilhelms Bedeutung für die Konsolidierung des NS-Regimes lag nach Ansicht des Historikers Stephan Malinowski darin, dass er sich durch seine Anwesenheit bei repräsentativen Anlässen, angetan mit der Hakenkreuzbinde, in Briefen und Privatgesprächen dafür einsetzte, ein drohendes Auseinanderfallen des Bündnisses zwischen den republikfeindlichen Konservativen und den Nationalsozialisten zu verhindern, auf dem das Kabinett Hitler basierte. Dies war schwierig, da die SA mit offenem Terror gegen konservative Kritiker aus Stahlhelm und DNVP vorging. Ihnen stand Wilhelm nicht bei, im Gegenteil: Am 6. März 1933 schrieb er an Ferdinand von Bredow:

„Jetzt heisst es, die Geschlossenheit dieser Regierung in jeder Beziehung zu unterstützen und jedem in die Fresse zu hauen, der versucht, in diese Geschlossenheit Unruhe und Misstrauen zu tragen.“

Versuchen, den ihm aufgrund seines Namens und seiner Abstammung sowie aufgrund seiner gesellschaftlichen Stellung als legitimistischer Thronanwärter verbliebenen Einfluss zugunsten von Opfern des Regimes einzusetzen, war zumeist kein Erfolg beschieden: Als Wilhelm auf Bitten der Mutter des 1933 ins KZ verschleppten Rechtsanwaltes Hans Litten, der den Machthabern als Verteidiger von Kommunisten verhasst war, sich bei Hitler für diesen zu verwenden versuchte, kanzelte der Diktator ihn barsch ab und erklärte ihm: „Wer für Litten eintritt, fliegt ins Lager, selbst wenn Sie es sind.“
Im Sommer 1934 wurden Wilhelms Freunde Schleicher und Bredow im Zuge des „Röhm-Putschs“ ermordet, sein Adjutant Louis Müldner von Mülnheim kam für vier Wochen in Gestapo-Haft, wo man ihm brutal klarmachte, dass er sich in Zukunft „monarchischer Umtriebe“ zu enthalten habe. Von Wilhelm kam kein Wort der Kritik. Stattdessen setzte er im August 1934 seinen „Werbezug […] für Hitler, den Nationalsozialismus und das Regime“ (Stephan Malinowski) ungebrochen fort: In einem Interview mit Le Petit Journal bezeichnet er Hitler als „unvergleichlichen ‚Energielehrer‘. Es gibt nichts, was wir nötiger gehabt hätten.“ Diese Haltung führt sein Neffe Friedrich Wilhelm Prinz von Preußen auf das Bestreben nach Existenzsicherung und den Drang zur Teilnahme am gesellschaftlichen Leben zurück. Stephan Malinowski dagegen verweist auf die Möglichkeit, als Privatier ein unpolitisches Luxusleben zu führen, die dem früheren Kronprinzen genau so offenstand wie anderen Angehörigen ehemals regierender Fürstenhäuser.
Als 1936 ein privates Glückwunschtelegramm von Wilhelm von Preußen an den erfolgreichen Kriegsherrn Benito Mussolini durch die Weltpresse ging und dabei als unerwünschte politische Stellungnahme zu einem Konflikt mit der NS-Führung führte, trat Wilhelm aus dem NSKK aus. Seiner Unterstützung für Hitler tat dies jedoch keinen Abbruch. Nach der Eroberung der Niederlande und Belgiens gratulierte Wilhelm Hitler am 26. Juni 1940 per Telegramm mit den Worten: „Gott schütze Sie und unser deutsches Vaterland!“
Als die Wehrmacht im Frühjahr 1940 die Niederlande, Belgien und Frankreich besiegt hatte, sandte Wilhelm ein begeistertes Glückwunschtelegramm an Adolf Hitler. Es unterschied sich in Ton und Inhalt deutlich vom Telegramm seines Vaters, der auf die historischen Leistungen der Hohenzollern verwiesen und mit „I.R.“ (lateinisch Imperator et Rex – Kaiser und König) unterzeichnet hatte. Sein Sohn dagegen hob die „ingeniöse Führung“ Hitlers, die „unvergleichliche Tapferkeit unserer Truppen“ und „ihre erstklassigen Bewaffnung“ hervor und schloss mit „Sieg Heil“.
Dass er in den 1940er Jahren Verbindungen zum Widerstand gegen den Nationalsozialismus und namentlich mit dem Kreis der Verschwörer vom 20. Juli 1944 gehabt haben soll, wird verschiedentlich von Angehörigen des Hauses Hohenzollern behauptet. Wilhelms Sohn Louis Ferdinand schreibt in seinen Memoiren, er sei von Jakob Kaiser gefragt worden, ob er sich vorstellen könne, in der Zeit nach Hitler Staatsoberhaupt zu werden. Den Familienregeln der Hohenzollern folgend, habe er seinen Vater um Rat gefragt. Wilhelm habe ihm daraufhin erklärt, er habe sich von „allen derartigen Bewegungen ferngehalten, wolle auch in Zukunft nichts damit zu tun haben und rate mir, mich nicht auf solche Dinge einzulassen“. Für Kontakte Wilhelms zum Widerstand liegen keine Belege vor. Stephan Malinowski betont, „dass der Ex-Kronprinz nicht das Geringste mit der Planung und dem Ablauf des Staatsstreichs zu tun hatte.“ Allenfalls lasse sich sagen, dass er in einem gewissen Stadium der Planungen für eine symbolisch-repräsentative Rolle in Betracht gezogen, dann aber verworfen wurde.

### Letzte Jahre

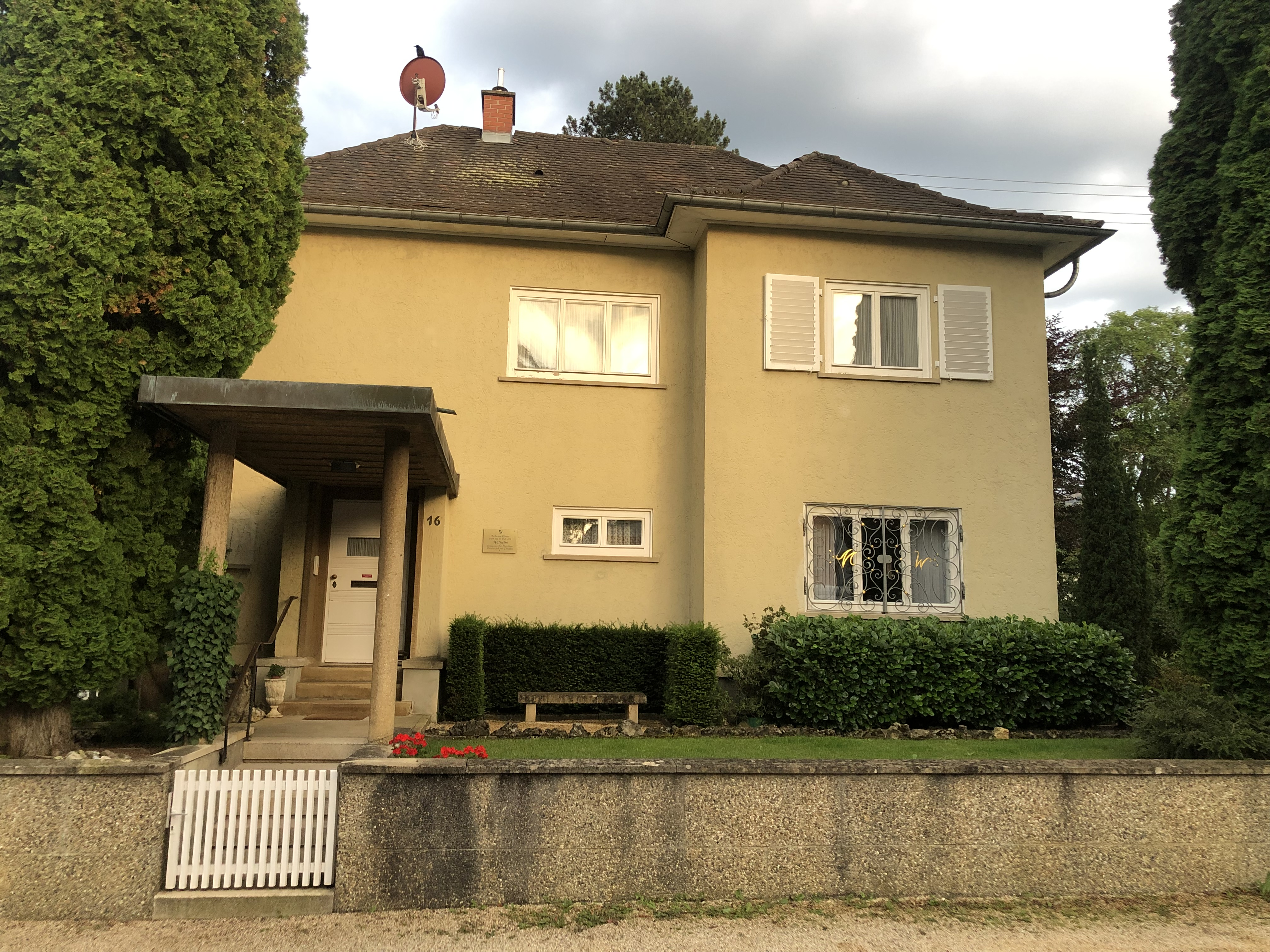
In diesem Haus in Hechingen lebte Wilhelm bis zu seinem Tod 1951.

Am 3. Januar 1945 floh Wilhelm in Richtung Österreich. Ende April erreichte die Rote Armee Potsdam und besetzte auch Schloss Cecilienhof. Die wegen der Potsdamer Konferenz ausgelagerte Inneneinrichtung ging im Juni 1945 durch ein Schadenfeuer verloren. Wilhelm befand sich bei Kriegsende in Vorarlberg, wo ihn am 3. Mai 1945 Zuaven der 1. Französischen Armee gefangen nahmen. General Jean de Lattre de Tassigny ließ ihn in Lindau inhaftieren. Aus dieser Gefangenschaft kam Wilhelm nach drei Wochen laut Aussage seiner Frau als gebrochener Mann zurück. Anschließend wurde er am selbstgewählten Wohnort Hechingen, der nun in der französischen Besatzungszone lag, mehrere Jahre unter Arrest gestellt. Er durfte sich in einem Umkreis von 25 km frei bewegen. Dort lebte er bis Oktober 1945 auf der für Wohnzwecke kaum geeigneten Burg Hohenzollern, dann in einer geräumigen Villa. Von 1946 bis zu seinem Tod bewohnte Wilhelm ein kleineres Fünf-Zimmer-Haus und lebte von Wertpapieren. Seine Geliebte Gerda Puhlmann verließ ihn 1947 für einen schwedischen Offizier. Die drei Jahrzehnte jüngere Steffi Ritl wurde seine letzte Geliebte und war auch im Moment seines Todes zugegen.
Im Zuge der Bodenreform enteignete die sowjetische Besatzungsmacht bis 1946 die Familie Hohenzollern entschädigungslos.
Im Rahmen der Nürnberger Prozesse wurde Wilhelm als Zeuge durch Robert Kempner verhört, aber keinen juristischen Repressionen ausgesetzt. Er präsentierte sich dabei als Gegner des Nationalsozialismus, der in seinen Augen auf ein „bolschewistisches System“ hinausgelaufen war. Seinen vielen jüdischen Bekannten habe er stets zu helfen versucht.
Wilhelm, der ein starker Raucher war, starb 1951 an den Folgen eines Herzinfarkts. Er liegt auf dem kleinen Familienfriedhof im Offiziersgärtchen der St.-Michaels-Bastei innerhalb der Burg Hohenzollern begraben, wo sich auch die Grabstätten seiner Frau und mehrerer ihrer Kinder befinden.

## Kontroverse um die Bewertung
Seit 2014 ist Wilhelm Gegenstand eingehender Betrachtungen durch die historische Forschung, veranlasst durch Entschädigungsforderungen der Hohenzollern an die Öffentliche Hand aufgrund des 1994 verabschiedeten Gesetzes „über staatliche Ausgleichsleistungen für Enteignungen, die nicht mehr rückgängig gemacht werden können“ (Ausgleichsleistungsgesetz – AusglLeistG) (EALG). Das Gesetz sah neben geringen Zahlungen an die durch entschädigungslose Enteignungen in der Sowjetischen Besatzungszone und der DDR Geschädigten die „Rückgabe beweglicher Sachen“ vor, nämlich des gesamten Inventars der enteigneten Immobilien.
Als es nach Ablauf der im Gesetz vorgeschriebenen 20-Jahre-Frist im Jahr 2014 zu keiner Rückerstattung gekommen war, stand Georg Friedrich Prinz von Preußen, der 1994 seinem Großvater als Chef der Familie Hohenzollern gefolgt war, in diskreten Verhandlungen um Rückgabe oder Entschädigung für bedeutende Kunstwerke, die sich nun ohne gesetzliche Grundlage in Museen befinden. Nach Bekanntwerden der Forderungen gewann die Bestimmung des Ausgleichsleistungsgesetzes besondere Bedeutung, wonach keine Entschädigung möglich ist, wenn der Enteignete oder der, von dem die Rechte abgeleitet werden, hier also Wilhelm von Preußen, dem nationalsozialistischen System „erheblichen Vorschub“ geleistet hat. Die Folge war eine Reihe fachwissenschaftlicher Gutachten und Aufsätze von Historikern zur Untersuchung der Frage, welche Rolle Wilhelm in den 1920er und 1930er Jahren gespielt hatte und ob diese als „erheblicher Vorschub“ einzuschätzen sei. Sie widersprechen einander deutlich.
Auf der einen Seite stehen zwei Gutachten, die Nachfahren Wilhelms in Auftrag gaben, eines von Christopher Clark und eines von Wolfram Pyta und Rainer Orth. Ersterer kam in seinem Gutachten zunächst zu dem Urteil, dass Wilhelm eine bedeutungslose Figur („eine Flasche“) und somit nicht in der Lage gewesen sei, in nennenswerter Weise zur Errichtung der NS-Diktatur beizutragen, dieser also keinen „erheblichen Vorschub“ geleistet habe. Er merkt an, dass die Nachfahren des früheren Kronprinzen auf die Stellung der an sich berechtigten Restitutionsansprüche aus optischen Gründen besser verzichtet hätten. Die Historiker Wolfram Pyta und Rainer Orth gelangten zu der Auffassung, dass Wilhelm in entscheidender Weise in die komplizierte Strategie des damaligen politischen Strippenziehers, des Generals Kurt von Schleicher, in den Jahren 1931 bis 1933 involviert gewesen sei, die darauf abzielte, eine Übertragung der Staatsmacht an Hitler und seine Nationalsozialisten zu verhindern.
Auf der anderen Seite stehen die von staatlicher Seite in Auftrag gegebenen Gutachten von Stephan Malinowski und Peter Brandt. Beide befanden, dass Wilhelm durch seine Wirksamkeit, insbesondere in den Jahren 1932 und 1933, einen gewichtigen Beitrag zur Etablierung der NS-Diktatur geleistet habe.
Christopher Clark hat sein Ergebnis Ende September 2020 unter Verweis auf neues von Malinowski und Lothar Machtan ausgewertetes Material widerrufen. Der britische Historiker Richard J. Evans kommt zu dem Schluss, „dass die Hohenzollern und der ehemalige Kronprinz im Besonderen durch die öffentliche Unterstützung für Hitler und die Stärkung des Verhältnisses zwischen dem ‚Führer‘ und Hindenburg die Errichtung der Hitlerdiktatur in erheblichem Maße förderten“. Dies wird von Eckart Conze zitiert, der Wilhelm aber weniger die Unterstützung des Nationalsozialismus als seine Teilnahme an der Zerstörung der Weimarer Republik durch ihre konservativen Eliten anlastet:

„Zu diesen konservativen Feinden der Demokratie zählt auch Kronprinz Wilhelm, ein reaktionärer Opportunist, der kein Nazi sein musste, um der NS-Herrschaft Vorschub zu leisten.“

## Kinder

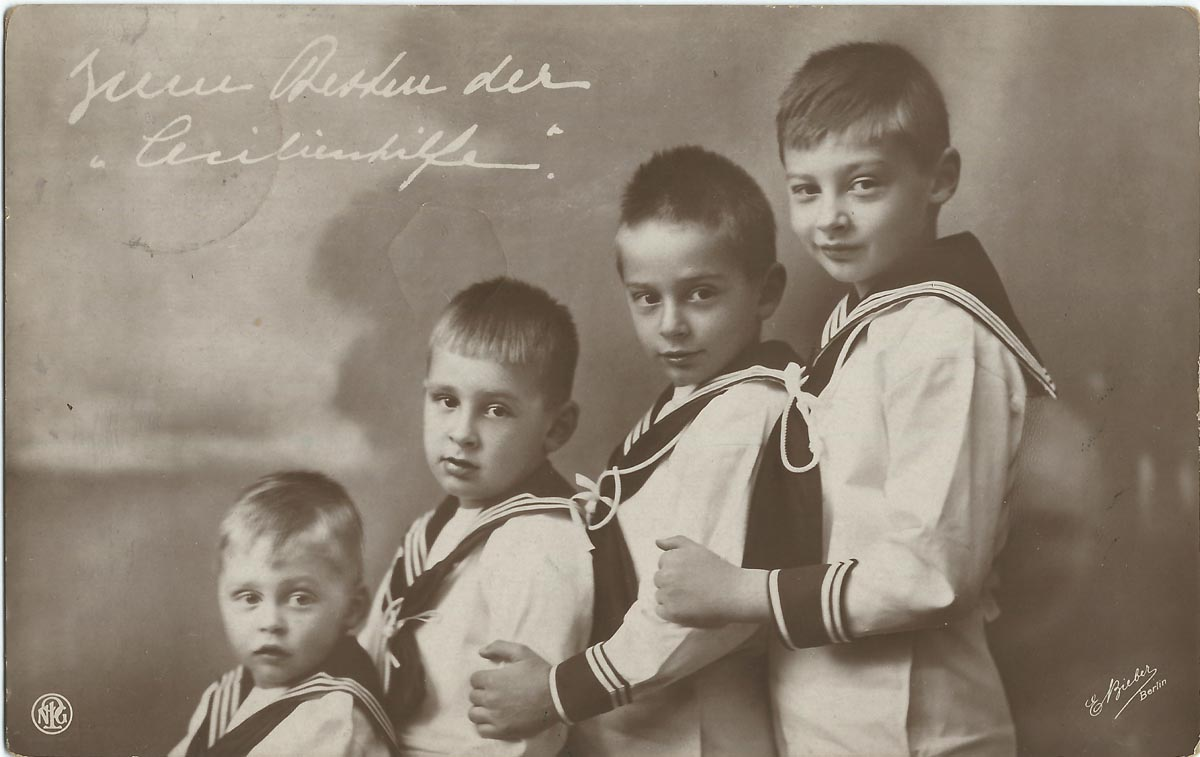
Die kronprinzlichen Söhne im Jahr 1914, von links nach rechts: Friedrich, Hubertus, Louis Ferdinand und Wilhelm

Aus der Ehe des Kronprinzen gingen sechs Kinder hervor:
- Wilhelm Friedrich Franz Joseph Christian Olaf von Preußen (1906–1940)
 ⚭ 1933 Dorothea von Salviati (1907–1972)
- Louis Ferdinand Victor Eduard Adalbert Michael Hubertus von Preußen (1907–1994)
 ⚭ 1938 Kira Kirillowna Romanowa (1909–1967), frühere Großfürstin von Russland
- Hubertus Karl Wilhelm von Preußen (1909–1950)
 ⚭ 1941–1943 Maria Anna Freiin von Humboldt-Dachroeden (1916–2003)
 ⚭ 1943 Magdalene Pauline Prinzessin Reuß (1920–2009)Wappen des Kronprinzen

Wappen des Kronprinzen

- Friedrich Georg Wilhelm Christoph von Preußen (1911–1966)
 ⚭ 1945 Lady Brigid Katherine Rachel Guinness (1920–1995), Tochter des britischen Industriellen Rupert Guinness, 2. Earl of Iveagh
- Alexandrine Irene Prinzessin von Preußen (1915–1980)
- Cecilie Viktoria Anastasia Zita Thyra Adelheid von Preußen (1917–1975)
 ⚭ 1949 Clyde Kenneth Harris (1918–1958)

Aus der langjährigen außerehelichen Beziehung Wilhelms mit Erika Vollmann (* 31. Mai 1896 in Köln), die während seines Exils in Wieringen fünf Jahre lang mit ihm zusammenlebte, gingen außerdem ein 1922 geborenes Kind, das früh an Krebs starb, sowie nach einer späteren Wiederaufnahme der Beziehung Erika Luise Vollmann (* 27. Juni 1926 in Hannover) hervor.

## Schriften
- Aus meinem Jagdtagebuch. Deutsche Verlags-Anstalt. Stuttgart / Berlin 1912.
- Erinnerungen des Kronprinzen Wilhelm. Aus den Aufzeichnungen, Dokumenten, Tagebüchern und Gesprächen. herausgegeben von Karl Rosner. Cotta, Stuttgart / Berlin 1922.
- Meine Erinnerungen aus Deutschlands Heldenkampf. E.S. Mittler & Sohn. Berlin 1923.
- Ich suche die Wahrheit! – Ein Buch zur Kriegsschuldfrage. Cotta, Stuttgart / Berlin 1925.